# 加利尼亞斯港

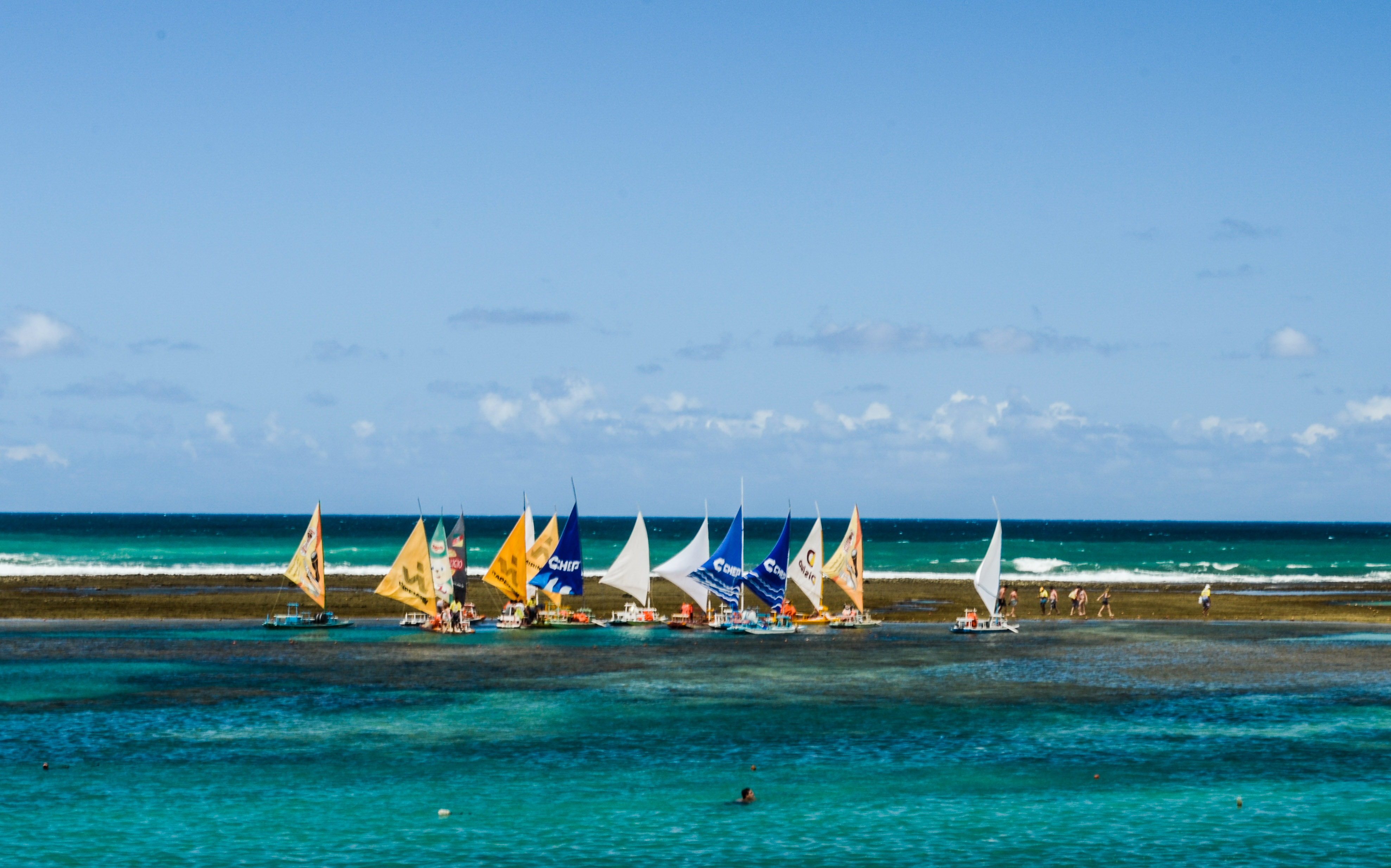
加利尼亞斯港

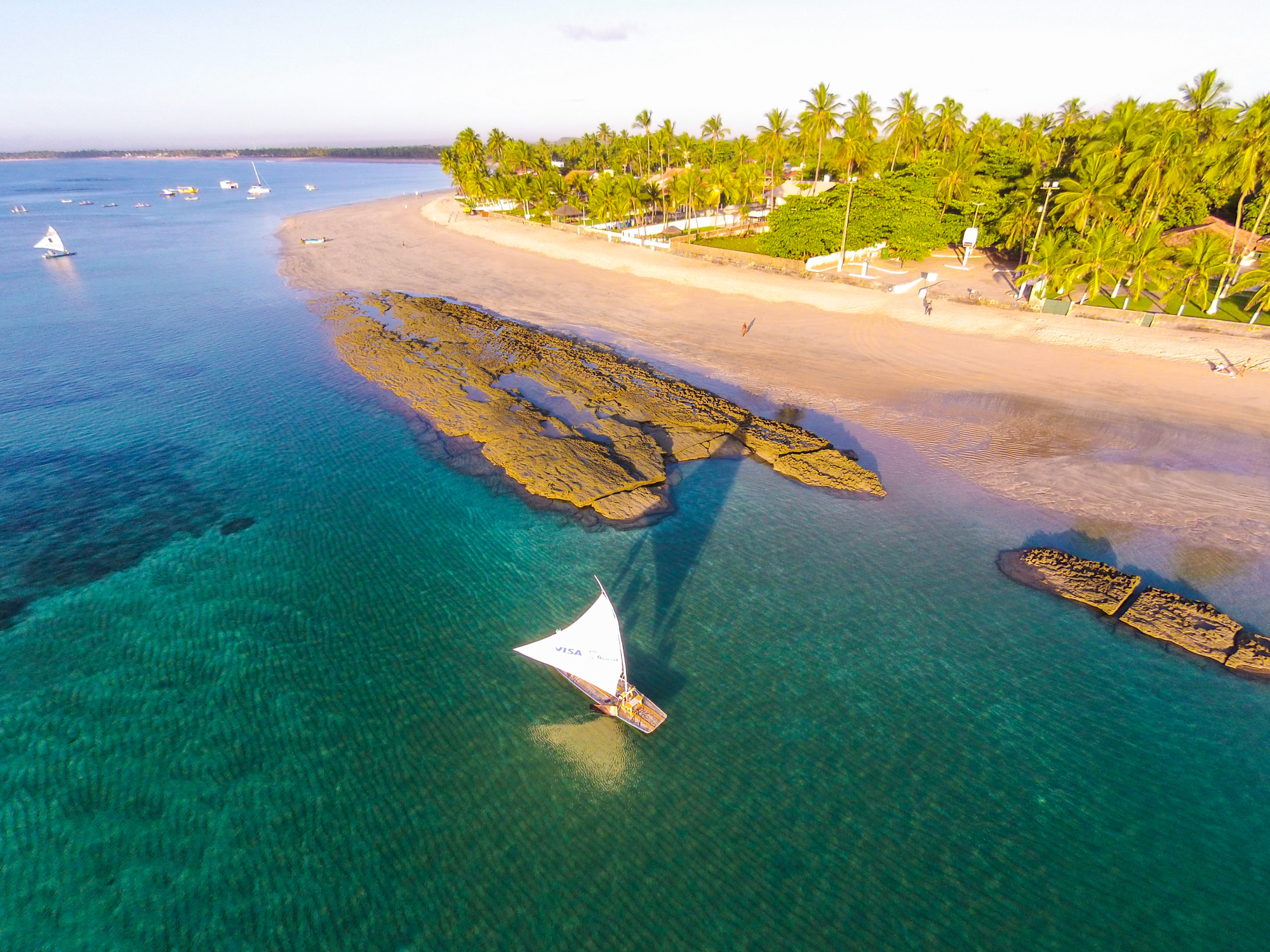

加利尼亞斯港（葡萄牙语：Porto de Galinhas）是一个海滩，位于巴西东北部伯南布哥州伊波茹卡镇境内，该州首府累西腓以南60公里。加利尼亞斯港是一个重要的旅游目的地，海滩以晶莹剔透的海水和天然泳池著称。伊波茹卡镇成立于1895年11月12日。

## 名称
历史上，该镇曾称为“富港”（Porto Rico），直到1850年，它成为买卖奴隶，前往甘蔗种植园工作的地点。为了逃避对非法交易的控制，奴隶与珠雞（guineafowl）一起运输，贩运者使用的暗号是“港口来了新的鸡”（葡萄牙語："Tem galinha nova no porto"），因而得名。

## 描述
加利尼亞斯港已连续八次被巴西杂志《旅行与旅游》的读者评为“巴西最佳海滩”。 其主要原因是巴西全国离海岸最近的美丽的天然游泳池、生态小径、酒店设施，以及靠近大城市累西腓和累西腓/瓜拉拉皮斯-吉尔贝托·弗雷雷国际机场。

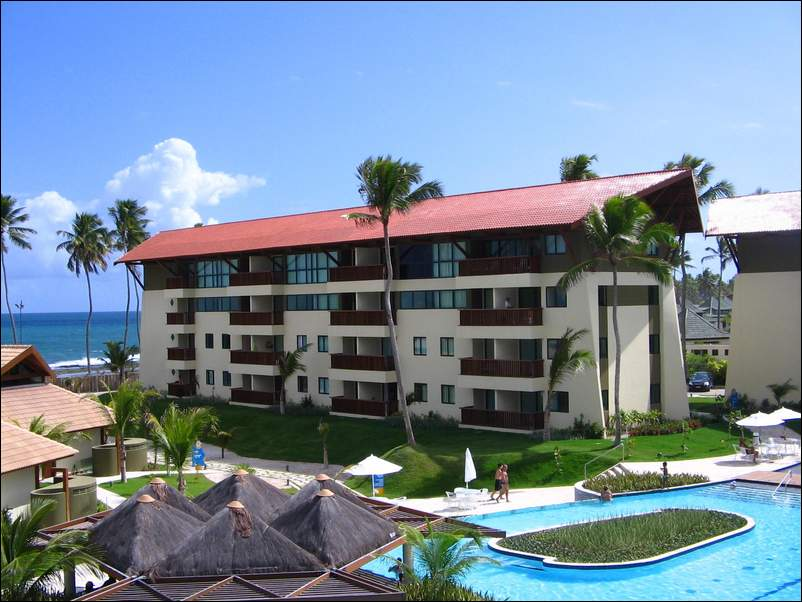
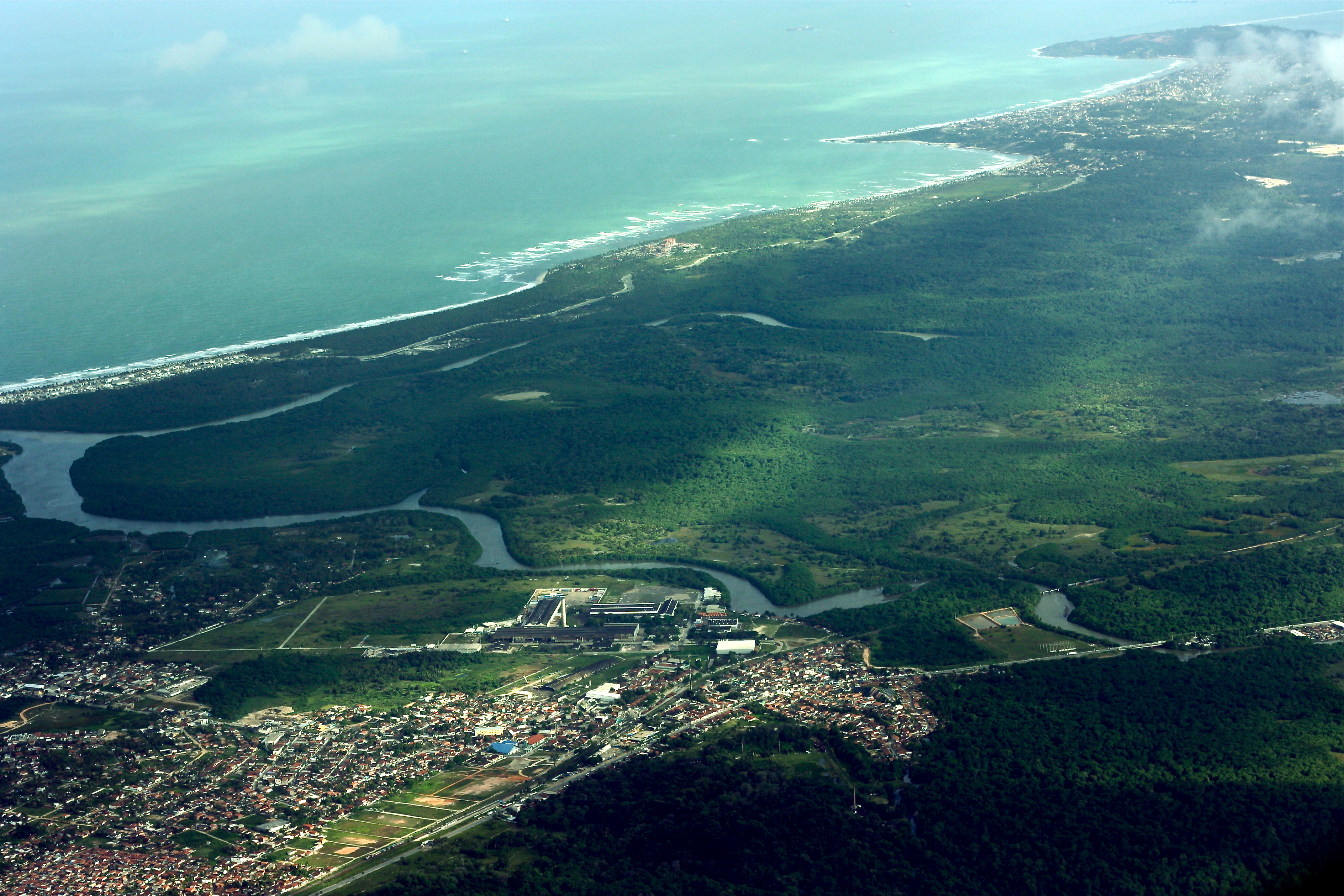
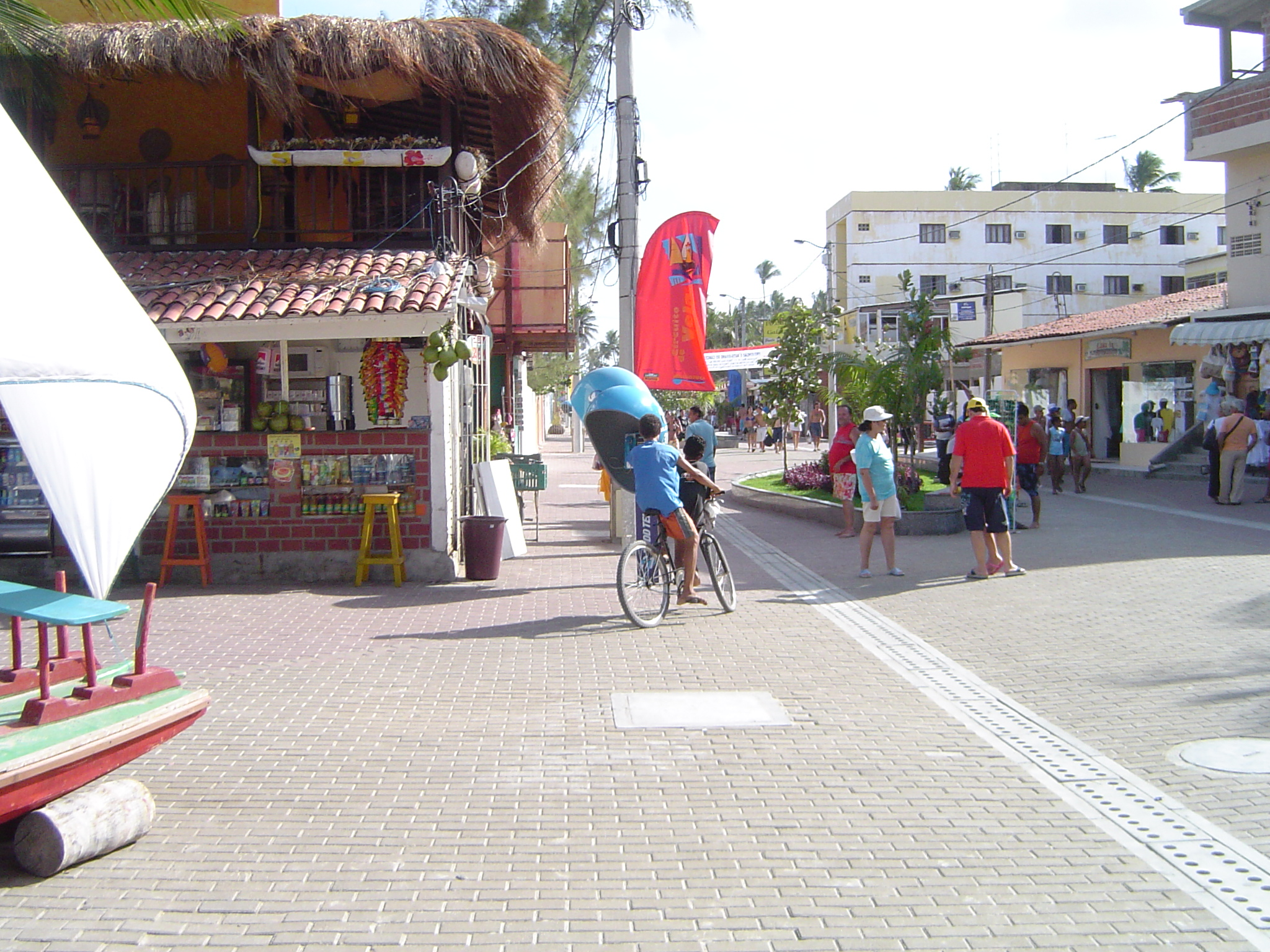
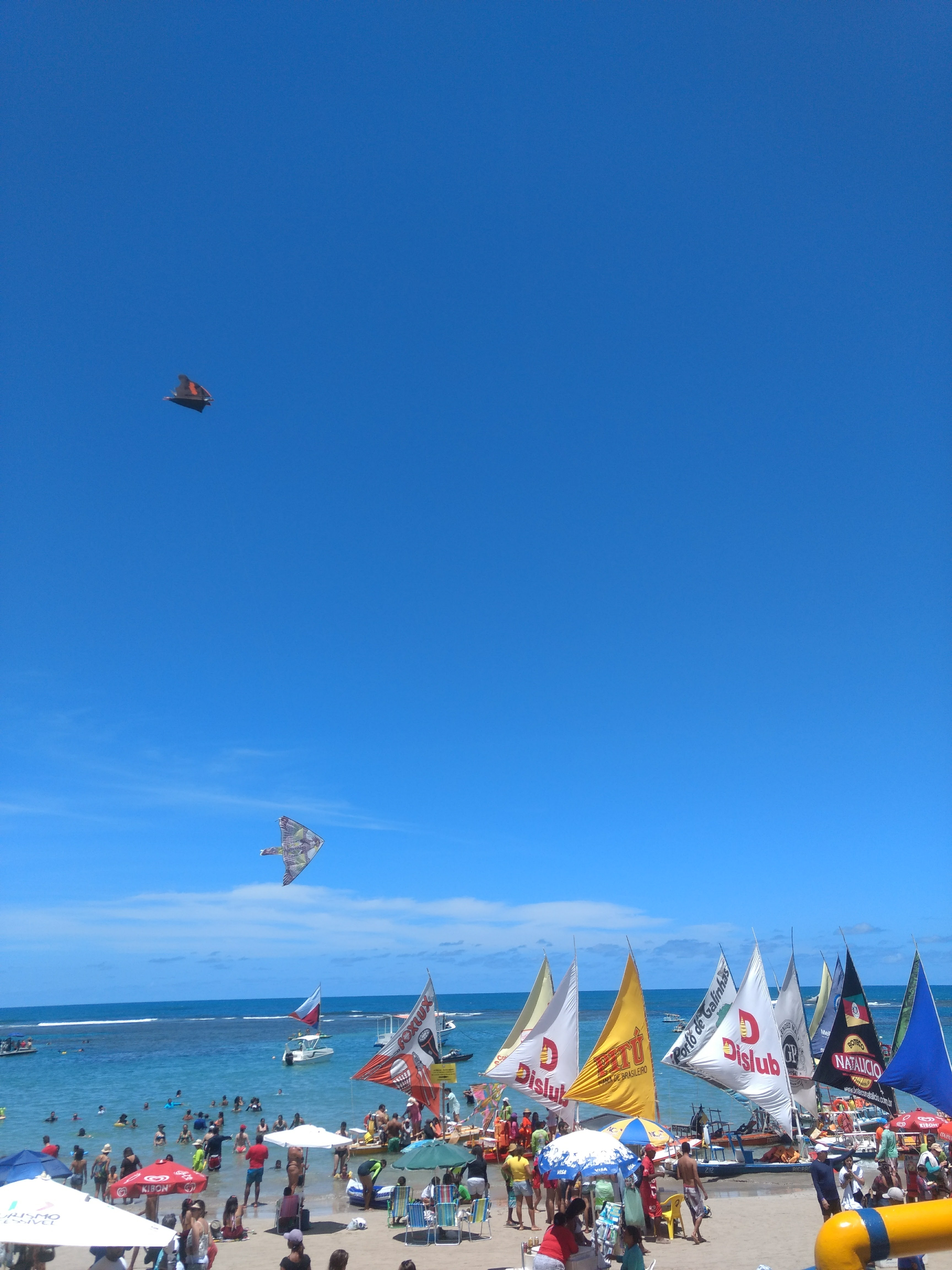
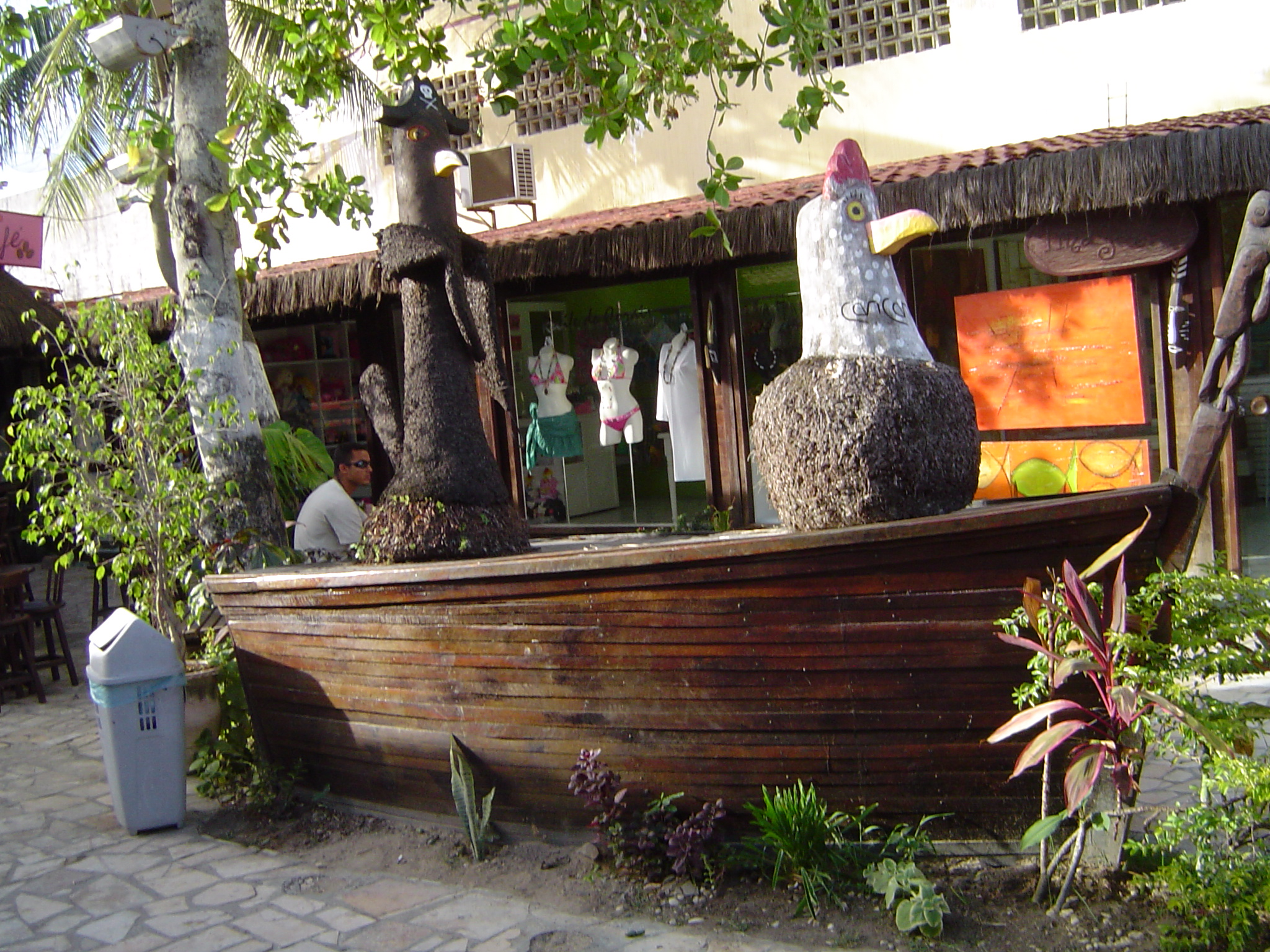
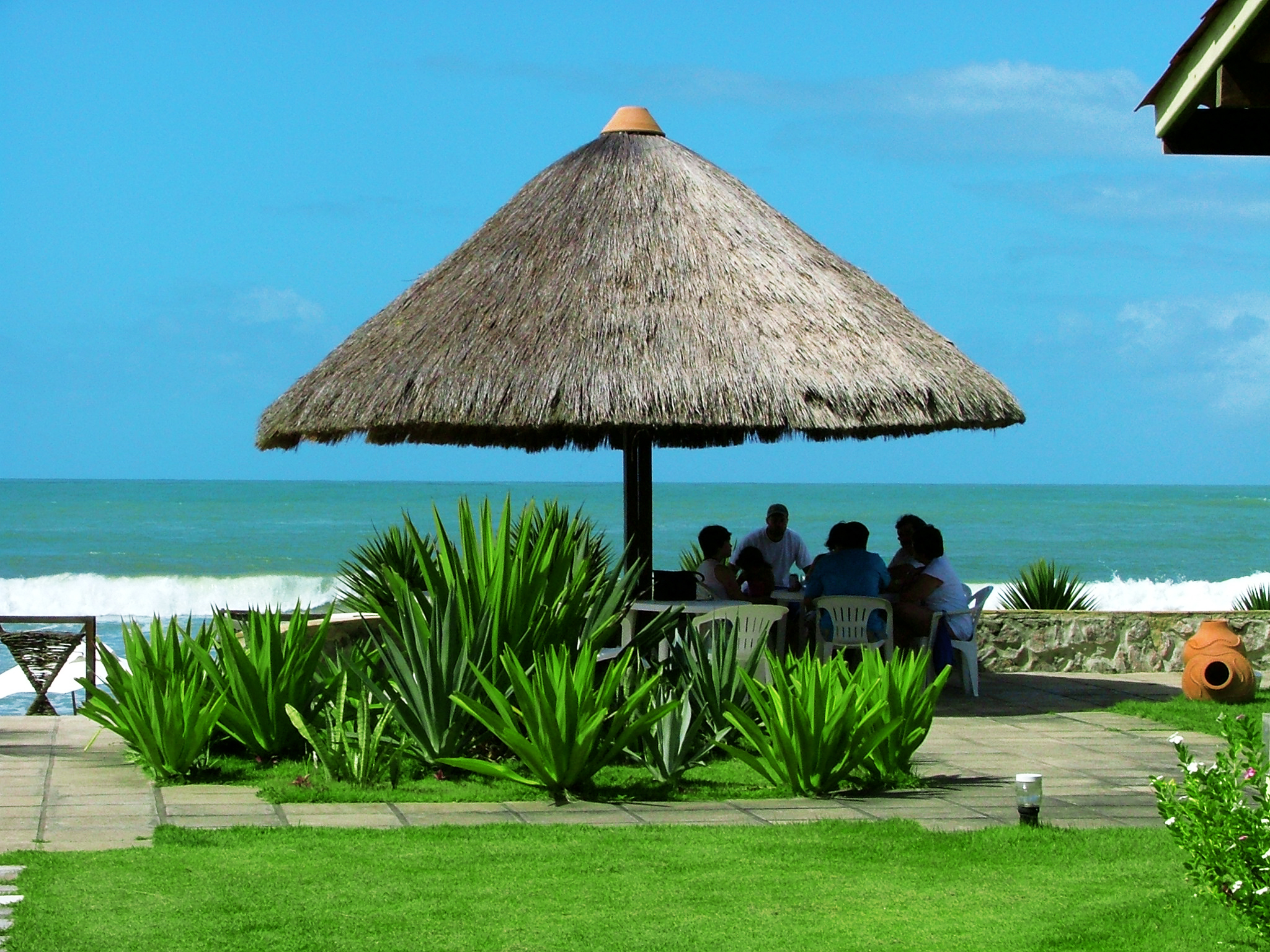
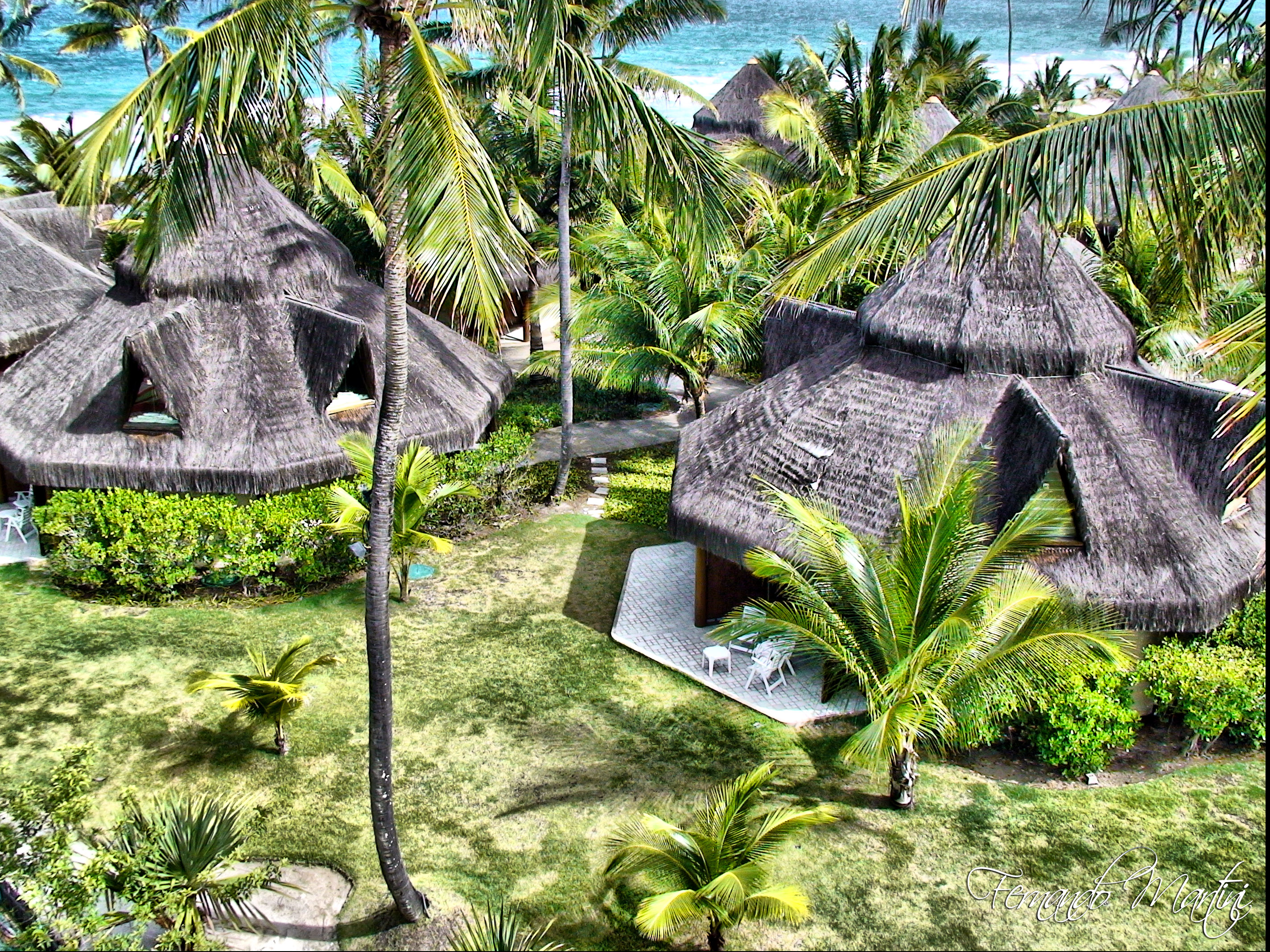
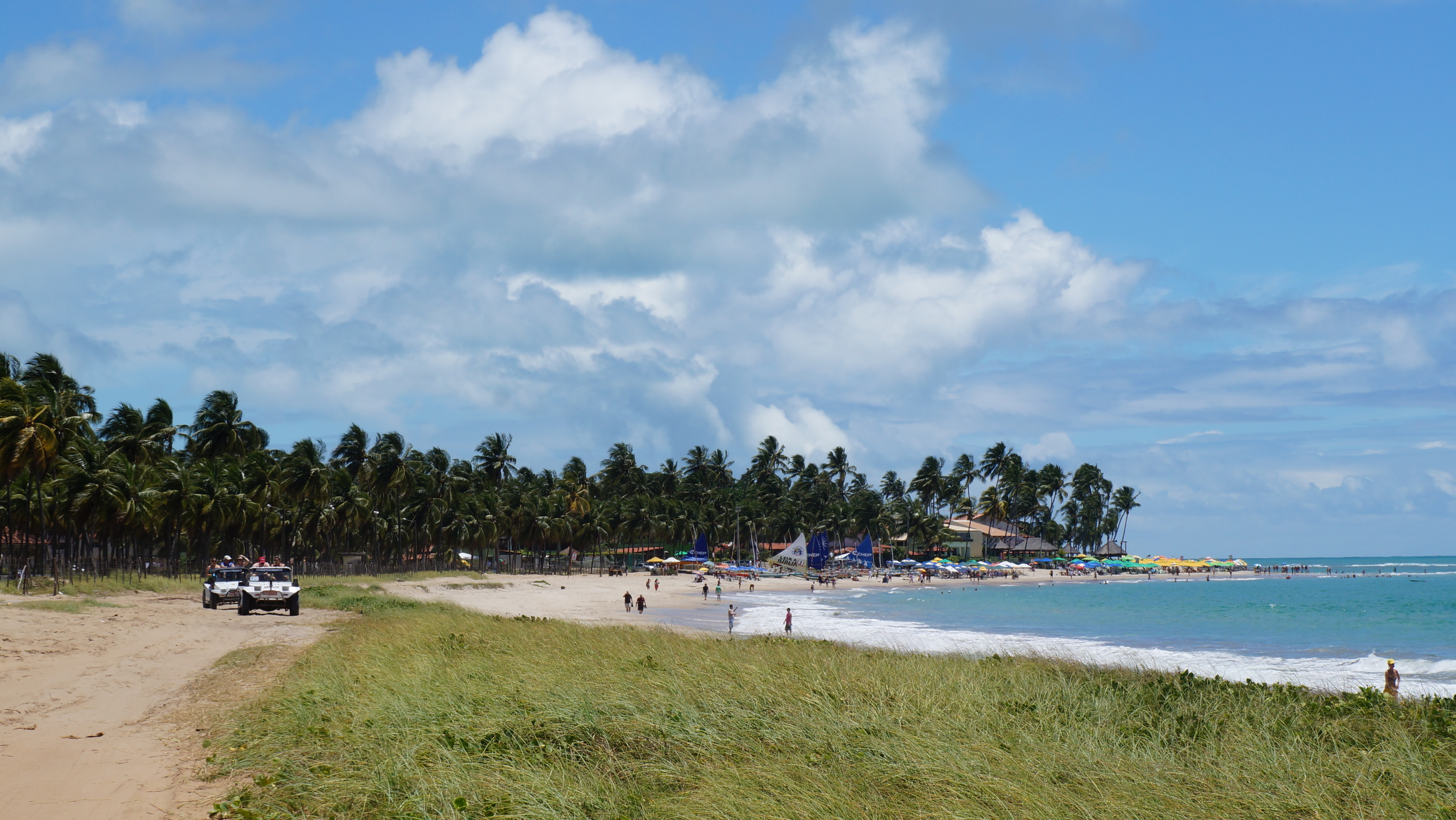
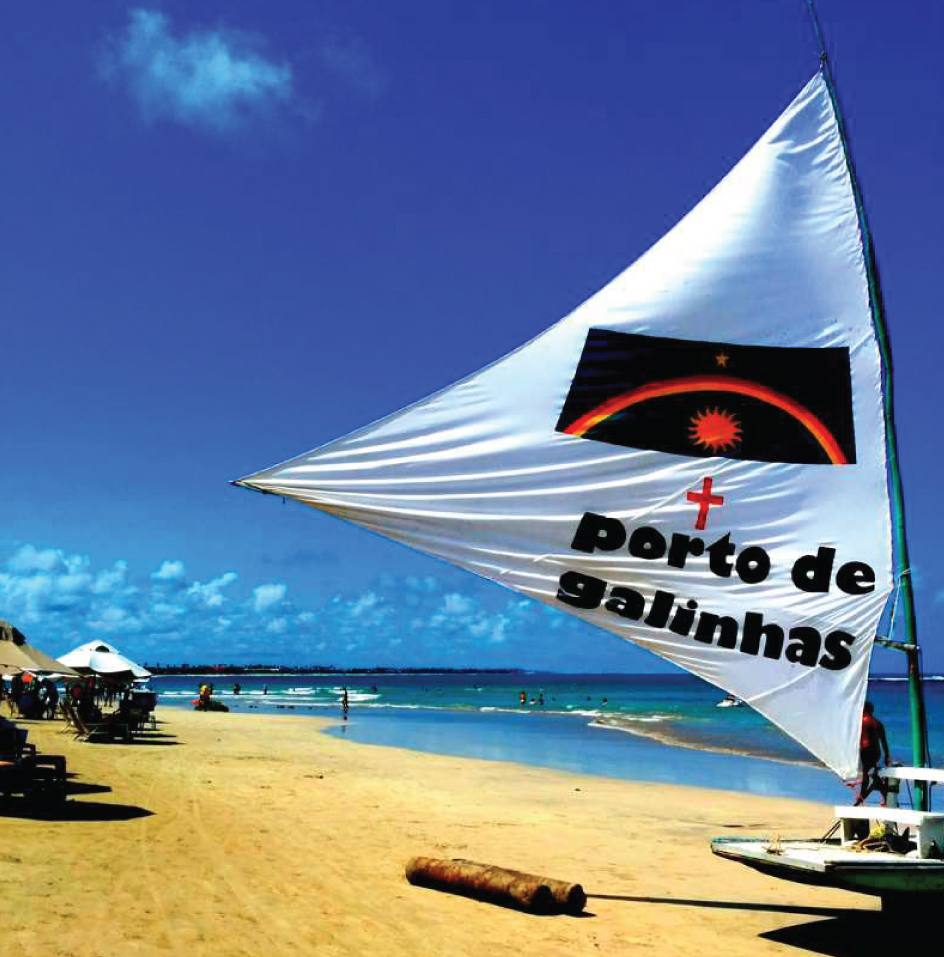